# Lijn 5 (metro van Shanghai)
Lijn 5 is een metrolijn die onderdeel is van de metro van Shanghai. De lijn is geopend op 25 november 2003 als vierde metrolijn van Shanghai. Deze lijn wordt beheerd door Shanghai Modern Rail Transit Co. Ltd., dezelfde beheerder als lijn 6 (een andere Shanghaise lightraillijn). De lijn is een feitelijke zuidwestelijke uitbreiding van lijn 1.
De metrolijn wordt ook wel Xinmin genoemd: dit is een samentrekking van de eerste drie letters van het beginstation (Xinzhuang) en de eerste drie letters van het eindstation (Minhang Ontwikkelgebied).

## Stations
| Station                 | Naam in vereenvoudigd Chinees | Andere metrolijnen | District |
| ----------------------- | ----------------------------- | ------------------ | -------- |
| Xinzhuang               | 莘庄                          | Lijn 1 Lijn 23     | Minhang  |
| Chunshen Lu             | 春申路                        |                    | Minhang  |
| Yindu Lu                | 银都路                        |                    | Minhang  |
| Zhuanqiao               | 颛桥                          |                    | Minhang  |
| Beiqiao                 | 北桥                          |                    | Minhang  |
| Jianchuan Lu            | 剑川路                        |                    | Minhang  |
| Dongchuan Lu            | 东川路                        |                    | Minhang  |
| Jinping Lu              | 金平路                        |                    | Minhang  |
| Huaning Lu              | 华宁路                        |                    | Minhang  |
| Wenjing Lu              | 文井路                        |                    | Minhang  |
| Minhang Ontwikkelgebied | 闵行开发区                    |                    | Minhang  |

## Toekomstige uitbreidingen
Er zijn plannen lijn 5 zowel noordelijk als zuidelijk uit te breiden.

### Zuidelijke uitbreiding
Een aftakking vanuit het noorden van station Dongchuan Lu moet rechtstreeks naar Humin Lu gaan lopen. Vervolgens zal de lijn de Huangpu-rivier passeren via de nieuw aan te leggen Tweede Minpubrug richting het Fengxiandistrict. De eerste fase, van Dongchuan Lu naar Nanqiao Xincheng zal worden gebouwd tussen 2010 en 2020. De tweede fase behelst de uitbreiding richting Haiwan; het is niet bekend wanneer deze fase begint.

### Noordelijke uitbreiding
Het noordelijke gedeelte van deze lijn (14,3 kilometer) verbindt Xinzhuang met Station Hongqiao. Dit gedeelte zal uit elf stations bestaan. De uitbreiding wordt waarschijnlijk gezien als een aparte metrolijn en zal worden beschouwd als onderdeel van de nog aan te leggen lijn 17. Er kan door deze uitbreiding worden overgestapt op lijn 1, lijn 2, lijn 9, lijn 10, lijn 12 en lijn 20.
Xinzhuang · Chunshen Road · Yindu Road · Zhuanqiao · Beiqiao · Jianchuan Road · Dongchuan Road · Jiangchuan Road · Xidu · Xiaotang · Fengpu Avenue · Huanchengdong Road · Wangyuan Road · Jinhai Lake · Fengxian Xincheng · zijtak: Dongchuan Road · Jinping Road · Huaning Road · Wenjing Road · Minhang Development Zone

Lijnen van de metro van Shanghai: 1 · 2 · 3 · 4 · 5 · 6 · 7 · 8 · 9 · 10 · 11 · 12 · 13 · 14 · 15 · 16 · 17 · 18 · Pujiang Line